# Comtés de l'État du Texas
L'État américain du Texas est divisé en 254 comtés (counties). À l'origine, le Texas était divisé en municipalités, une unité territoriale sous la domination espagnole et mexicaine. Lorsque la république du Texas obtient son indépendance, en 1836, les 23 municipalités deviennent les premiers comtés du Texas. Beaucoup d'entre eux sont divisés par la suite en nouveaux comtés. Le dernier comté à avoir été créé est le comté de Kenedy en 1921, mais le comté de Loving est le plus récent : il est créé en 1893, supprimé en 1897, puis recréé en 1931. La plupart de ces comtés récents, en particulier au nord-ouest, ont été créés à partir du comté de Bexar, dans les années 1870.
- Haut – A
- B
- C
- D
- E
- F
- G
- H
- I
- J
- K
- L
- M
- N
- O
- P
- Q
- R
- S
- T
- U
- V
- W
- X
- Y
- Z

Liste des comtés :
| - Anderson - Andrews - Angelina - Aransas - Archer - Armstrong - Atascosa - Austin - Bailey - Bandera - Bastrop - Baylor - Bee - Bell - Bexar - Blanco - Borden - Bosque - Bowie - Brazoria - Brazos - Brewster - Briscoe - Brooks - Brown - Burleson - Burnet - Caldwell - Calhoun - Callahan - Cameron - Camp - Carson - Cass - Castro - Chambers - Cherokee - Childress - Clay - Cochran - Coke - Coleman - Collin - Collingsworth - Colorado - Comal - Comanche - Concho - Cooke - Coryell - Cottle - Crane - Crockett - Crosby - Culberson - Dallam - Dallas - Dawson - Deaf Smith - Delta - Denton - DeWitt - Dickens - Dimmit - Donley - Duval - Eastland - Ector - Edwards - El Paso - Ellis - Erath |  | - Falls - Fannin - Fayette - Fisher - Floyd - Foard - Fort Bend - Franklin - Freestone - Frio - Gaines - Galveston - Garza - Gillespie - Glasscock - Goliad - Gonzales - Gray - Grayson - Gregg - Grimes - Guadalupe - Hale - Hall - Hamilton - Hansford - Hardeman - Hardin - Harris - Harrison - Hartley - Haskell - Hays - Hemphill - Henderson - Hidalgo - Hill - Hockley - Hood - Hopkins - Houston - Howard - Hudspeth - Hunt - Hutchinson - Irion - Jack - Jackson - Jasper - Jeff Davis - Jefferson - Jim Hogg - Jim Wells - Johnson - Jones - Karnes - Kaufman - Kendall - Kenedy - Kent - Kerr - Kimble - King - Kinney - Kleberg - Knox |  | - La Salle - Lamar - Lamb - Lampasas - Lavaca - Lee - Leon - Liberty - Limestone - Lipscomb - Live Oak - Llano - Loving - Lubbock - Lynn - Madison - Marion - Martin - Mason - Matagorda - Maverick - McCulloch - McLennan - McMullen - Medina - Menard - Midland - Milam - Mills - Mitchell - Montague - Montgomery - Moore - Morris - Motley - Nacogdoches - Navarro - Newton - Nolan - Nueces - Ochiltree - Oldham - Orange - Palo Pinto - Panola - Parker - Parmer - Pecos - Polk - Potter - Presidio - Rains - Randall - Reagan - Real - Red River - Reeves - Refugio - Roberts - Robertson - Rockwall - Runnels - Rusk |  | - Sabine - San Augustine - San Jacinto - San Patricio - San Saba - Schleicher - Scurry - Shackelford - Shelby - Sherman - Smith - Somervell - Starr - Stephens - Sterling - Stonewall - Sutton - Swisher - Tarrant - Taylor - Terrell - Terry - Throckmorton - Titus - Tom Green - Travis - Trinity - Tyler - Upshur - Upton - Uvalde - Val Verde - Van Zandt - Victoria - Walker - Waller - Ward - Washington - Webb - Wharton - Wheeler - Wichita - Wilbarger - Willacy - Williamson - Wilson - Winkler - Wise - Wood - Yoakum - Young - Zapata - Zavala |

## Par population
Selon le recensement des États-Unis de 2010, le Texas comptait une population de 25 145 561 habitants
| Nom          | Population | Superficie (en km2) | Densité (hab/km2) |
| ------------ | ---------- | ------------------- | ----------------- |
| Harris       | 4 092 459  | 4602                | 1007              |
| Dallas       | 2 368 139  | 2354                | 1139              |
| Tarrant      | 1 809 034  | 2336                | 809               |
| Bexar        | 1 714 773  | 3253                | 534               |
| Travis       | 1 024 266  | 2650                | 449               |
| El Paso      | 800 647    | 2629                | 305               |
| Collin       | 782 341    | 2295                | 407               |
| Denton       | 662 614    | 2468                | 331               |
| Hidalgo      | 774 769    | 4100                | 190               |
| Fort Bend    | 585 375    | 2292                | 269               |
| Williamson   | 422 679    | 2937                | 146               |
| Montgomery   | 455 746    | 2789                | 192               |
| Cameron      | 406 220    | 3305                | 176               |
| Nueces       | 340 223    | 3020                | 157               |
| Bell         | 310 235    | 2818                | 114               |
| Brazoria     | 313 166    | 4167                | 89                |
| Lubbock      | 278 831    | 2334                | 128               |
| Galveston    | 291 309    | 2264                | 297               |
| Jefferson    | 252 273    | 2883                | 111               |
| Webb         | 250 304    | 8741                | 29                |
| McLennan     | 234 906    | 2745                | 88                |
| Smith        | 209 714    | 2460                | 88                |
| Brazos       | 194 851    | 1531                | 129               |
| Midland      | 136 872    | 2336                | 59                |
| Ector        | 137 130    | 2336                | 59                |
| Hays         | 157 107    | 1761                | 90                |
| Johnson      | 150 934    | 1901                | 80                |
| Ellis        | 149 610    | 2466                | 62                |
| Guadalupe    | 131 533    | 1852                | 71                |
| Taylor       | 131 506    | 2380                | 56                |
| Wichita      | 131 500    | 1639                | 81                |
| Comal        | 108 472    | 1489                | 85                |
| Gregg        | 121 730    | 715                 | 172               |
| Potter       | 121 073    | 2388                | 51                |
| Grayson      | 120 877    | 2536                | 50                |
| Randall      | 120 725    | 2388                | 51                |
| Parker       | 116 927    | 2357                | 50                |
| Tom Green    | 104 010    | 3991                | 28                |
| Kaufman      | 103 350    | 2093                | 53                |
| Bowie        | 92 565     | 2391                | 41                |
| Rockwall     | 78 337     | 386                 | 267               |
| Victoria     | 84 088     | 2302                | 38                |
| Angelina     | 86 771     | 2240                | 42                |
| Hunt         | 86 129     | 2284                | 39                |
| Orange       | 81 837     | 984                 | 95                |
| Henderson    | 78 532     | 2455                | 90                |
| Liberty      | 75 643     | 3046                | 25                |
| Coryell      | 75 388     | 2738                | 28                |
| Bastrop      | 74 171     | 2321                | 32                |
| Walker       | 67 861     | 2077                | 34                |
| Harrison     | 65 631     | 2372                | 28                |
| San Patricio | 64 804     | 1834                | 36                |
| Nacogdoches  | 64 524     | 2541                | 26                |
| Starr        | 60 968     | 3183                | 19                |
| Wise         | 59 127     | 2391                | 25                |
| Anderson     | 58 458     | 2792                | 21                |
| Hardin       | 54 635     | 2326                | 24                |
| Maverick     | 54 258     | 3346                | 16                |
| Rusk         | 53 330     | 2429                | 22                |
| Van Zandt    | 52 579     | 2227                | 24                |
| Hood         | 51 182     | 1132                | 47                |

## Comtés supprimés
Il y a eu au moins trente-deux comtés, établis par la loi du Texas, qui n'existent plus. On distingue cinq catégories : les comtés judiciaires, les comtés créés par la Convention constitutionnelle de 1868-1869, les comtés jamais constitués qui ont été abolis par un acte législatif, les comtés dont le territoire n'est plus considéré comme faisant partie de l'État et les comtés dont le nom a été modifié :
- Comté de Buchel, formé en 1887, à partir du comté de Presidio, annexé en 1897 par le comté de Brewster[7],[5].
- Comté de Dawson, formé en 1858, des terres des comtés actuels de Kinney et Uvalde et supprimé en 1866 (à ne pas confondre avec l'actuel comté de Dawson[8],[5].
- Comté d'Encinal (en), formé en 1856, supprimé en 1899 et annexé par le comté de Webb[9],[5].
- Comté de Foley (en), formé en 1887 à partir du comté de Presidio et annexé, en 1897, par le comté de Brewster[10],[5].
- Comté de Greer (en), formé en 1860. Il est séparé du Texas par la Cour suprême statuant dans l'affaire États-Unis contre le Texas[11] et fait dorénavant partie de l’État de l'Oklahoma en tant que comté de Greer[12],[5].
- Comté de Perdido (en), formé en 1824 et oublié durant les bouleversements des années 1840. Le comté aurait été aboli en 1858 puis de nouveau en 1871. Les dossiers d'annexion au comté de Dawson sont incertains[5].
- Le comté de Santa Fe au Texas est formé en 1848 à partir de terres revendiquées par la république du Texas puis cédées au Mexique. Il comprenait une vaste zone qui devient plus tard une partie de plusieurs États du Nouveau-Mexique, à l'Est du Río Grande, et qui s'étendait vers le Nord jusqu'au Centre-Sud du Wyoming. À l'intérieur des frontières modernes du Texas, le comté comprenait le Trans-Pecos et la majeure partie du Panhandle du Texas. Le comté a été aboli lorsque le Texas a cédé ses terres occidentales, en vertu du compromis de 1850[13].
- Comté de Wegefarth, formé en 1873 dans le Panhandle du Texas et aboli en 1876[14],[5].
- Comté de Worth (en) formé en 1850 à partir de terres du comté de Santa Fe. Supprimé par le compromis de 1850, il fait dorénavant partie du Centre-Est du Nouveau-Mexique[15],[5].